# El socio
El socio es una novela del escritor chileno Jenaro Prieto, publicada en 1928. Forma parte de los planes de lectura obligatoria de la enseñanza secundaria en Chile. 

## Argumento
La historia comienza cuando Julián Pardo es citado por Goldenberg para ofrecerle un trabajo en torno al negocio barato. Para zafarse de él, Pardo evade sus propuestas justificándose en que debe consultar con su socio; el cual, en realidad, no existe.
A medida que la historia avanza podemos darnos cuenta de cómo este socio, que recibe el nombre de Walter R. Davis, va tomando vida propia dentro de la mente de Julián. Walter es caracterizado como un inglés de aproximadamente 80 años de edad, mala persona y excelente negociante, siendo casi un genio de la especulación en la Bolsa. 
Julián, completamente consumido por su mentira, termina viendo cómo Davis influye dentro de la realidad, para perjudicarlo y vengarse de él. En un intento de escapar de su terrible situación, Pardo se escribe una carta de amenaza firmada por su socio. Tras dos años en que su plan no funciona como esperaba, en un acto desesperado dispara a su socio (sin que él exista) en su casa y se suicida. Luego la policía comienza a buscar al “socio” como sospechoso del crimen de Julián Pardo.

## Personajes
- Julián Pardo: personaje en relieve y dinámico, en torno al que se desarrolla la historia. Es un hombre sentimental e imaginativo, pero no tiene la influencia ni la audacia necesaria para desarrollarse con facilidad en el mundo de la bolsa, para el que crea al personaje de Davis. Superado por su mentira, termina suicidándose.
- Walter Davis: Inglés inventado por Julián para salvarse del negocio aurífero de Goldenberg.
- Samuel Goldenberg: Excompañero de colegio de Julián Pardo, hombre de sólida condición económica, astuto para los negocios.
- Anita Velasco: Esposa de Goldenberg. Mujer joven, muy elegante, inteligente y amorosa, se siente un poco desolada por su matrimonio, que a pesar de darle todo lo material que necesita, no recibe el amor ni el cariño que ella esperaba. Tiene una aventura con Julián y termina enamorándose de Davis, tal como le predijera una adivina: "te enamorarás de un hombre que no existe".
- Leonor: Esposa de Julián; muy sumisa y triste, responde al estereotipo de ama de casa, preocupada por su hijo y por su esposo.
- El Nito: Hijo de Julián que pasa gran parte de la historia enfermo. El día de su muerte podía ver la sombra de Davis que lo ahorcaba, pero podríamos deducir que fue Julián quien lo ahorcó.
- Luis Alvear: Tipo alegre, simpático y gozador de la vida. El placer es lo importante para él y no le preocupa la moral. Tiene una aventura con la esposa de un bancario, pero como le da hijos a este matrimonio infeliz, él considera que realiza una buena acción en vez de asumir sus errores.
- Willy López: Averiguador e intrigante, es un chismoso.
- Urioste: Corredor de bolsa involucrado en los negocios auríferos de Goldenberg.
- Serafín: El que guio a Julián en los Andes.

## Adaptaciones al cine
El socio ha tenido siete adaptaciones internacionales al cine: 
- Pacto con el Diablo (o el socio, Mr. Davis), producción hispano-venezolana dirigida por Carl Klein y Fortunio Bonanova en 1929.[2]
- The Mysterious Mr. Davis, realizada en Inglaterra por Claude Autant-Lara (1936).
- Il socio invisibile (1939).
- Consultaré a Mister Brown (España, 1946).
- El socio (México, 1946).
- L'associé (Francia, 1979), protagonizada por Michel Serrault.
- The Associate, de Donald Petrie, adaptación estadounidense de 1996.[3]